# Maria Clementina af Østrig (1798-1881)
Maria Clementina af Østrig (1. marts 1798 – 3. september 1881) var en østrigsk ærkehertuginde, der var datter af kejser Frans 1. af Østrig. Hun blev gift med Prins Leopold af Bourbon-Begge Sicilier, fyrste af Salerno, yngste søn af kong Ferdinand 1. af Begge Sicilier.